# Cottens (Friburgo)
Cottens (toponimo francese; in tedesco Cottingen, desueto) è un comune svizzero di 1 497 abitanti del Canton Friburgo, nel distretto della Sarine.

## Monumenti e luoghi d'interesse
- Chiesa cattolica di San Martino, attestata dal 1423 e ricostruita nel 1956[1].

## Società

### Evoluzione demografica
L'evoluzione demografica è riportata nella seguente tabella:
Abitanti censiti

## Infrastrutture e trasporti
Cottens è servito dall'omonima stazione sulla ferrovia Losanna-Berna.

## Amministrazione
Ogni famiglia originaria del luogo fa parte del comune patriziale che ha la responsabilità della manutenzione di ogni bene comune.